# 朱載墱 (德王)
德恭王朱載墱（1529年—1574年），是追封懷王朱厚燉嫡第二子，懿王朱祐榕之孫，明朝第三代德王。朱載墱於嘉靖二十年（1541年）襲封德王。他在位二十三年，萬曆二年（1574年）過世，諡號恭，三年後其嫡長子朱翊錧嗣位。

## 家庭

### 子
- 嫡長子：德定王朱翊錧
- 庶第二子：堂邑端順王朱翊鐖
- 庶第三子：利津安和王朱翊鑅
- 庶第四子：朱翊鎦，夭折[1]